# Edward Etzel
Edward Frederick Etzel Jr., detto Ed (New Haven, 6 dicembre 1952), è un ex tiratore a segno statunitense.

## Palmarès

### Olimpiadi
- 1 medaglia:
  - 1 oro (Los Angeles 1984 nella carabina 50 metri a terra)